# تگزاس جان اسلاتر
تگزاس جان اسلاتر (با نام رسمی: Tales of Texas John Slaughter) یک مجموعه تلویزیونی وسترن است که هفده قسمت را بین سال‌های ۱۹۵۸ تا ۱۹۶۱ به عنوان بخشی از دنیای شگفت‌انگیز دیزنی با بازی تام تریون در نقش اصلی پخش کرد. این شخصیت بر اساس یک شخصیت تاریخی واقعی به نام جان هورتون اسلاتور رنجر تگزاس ساخته شده بود. تریون به عنوان یک گاوچران با کلاه سفید بزرگ که لبه آن در جلو سنجاق شده بود به یاد ماند. این روایت از توسط پل فریس ارائه شده‌است.
تیتراژ ابتدایی سریال شامل این خط است:
جان اسلتر تگزاس آنها را وادار کرد آنچه را که باید انجام دهند و اگر این کار را نمی‌کردند، می‌میرند.

## زمینه
اسلتر تاریخی در واقع در پریش سابین در غرب لوئیزیانا به دنیا آمد و بیشتر دوران حرفه ای خود را به عنوان کلانتر، نماینده ایالتی و دامدار در شهرستان کوچیس در جنوب آریزونا گذراند، جایی که در سال ۱۹۲۲ درگذشت و مزرعه بزرگ سن برناردینو را ایجاد کرد. ۱۹۶۴ به عنوان یک بنای تاریخی ملی اعلام شد. اسلتر قبلاً در ارتش کنفدراسیون خدمت می‌کرد و یک تکاور تگزاس در سن آنتونیو بود.
پس از جنگ، اسلتر و برادرانش با گاوهای شراکتی درگیر شدند و گله‌ها را از تگزاس به نیومکزیکو، کانزاس، کالیفرنیا و مکزیک بردند، و در طول مسیر «ولگردها» را جمع‌آوری کردند. برخی منابع نشان می‌دهند که اسلتر واقعی بیشتر از زمانی که به پرورش گاو یا در تعقیب عنصر بی‌قانون می‌پردازد، به بازی پوکر می‌پردازد. او که به بازی شانس اختصاص داشت، مکرراً جان کیسوم، پادشاه گاو را با ورق می‌زد. در سال ۱۸۷۶، اسلتر در سن آنتونیو با خش‌خش‌کننده گاو، بارنی گالاگر و چند مرد دیگر پوکر بازی می‌کرد که اسلتر متوجه شد که گالاگر کارت‌هایی را علامت‌گذاری کرده‌است و به نظر می‌رسد که آماده دریافت پات است. ناگهان اسلتر پول را گرفت، از در بیرون رفت، سوار اسبش شد و رفت. گالاگر اسلتر را تا مزرعه چیسوم تعقیب کرد و در آنجا به سرکارگر اطلاع داد که برای کشتن اسلتر آمده‌است. در عوض Slaughter سوراخی در قلب قمارباز متعجب ایجاد کرد. یکی از هموطنان قانون اسلتر کوتاه قد را زمانی که در تعقیب قانون شکنان بود به عنوان «عنکبوت که تار خود را برای مگس بی احتیاط می‌چرخد» توصیف کرد.
یک نویسنده اسلتر را «بدترین مرد خوبی که تا به حال زندگی کرده» نامیده‌است.

## ستاره‌های مهمان
جان ویویان، ستاره سریال سی‌بی‌اس آقای خوش شانس، دو بار در این سریال با تریون در نقش جیسون همپ مزرعه‌دار نادرست و بار سوم در یک قسمت نامشخص ظاهر شد. قسمت‌های اولیه بر تگزاس تمرکز می‌کنند، به ویژه «فریوتاون»، که احتمالاً به شهر ارواح «فریو تاون» در شمال غربی پیرسال در شهرستان فریو اشاره دارد. قسمت دوم با عنوان «کمین در لاردو» که در لاردو، تگزاس اتفاق می‌افتد، بازیگر شخصیت رابرت میدلتون در نقش فرانک دیویس است که تلاش می‌کند پنج باند یاغی را در یک گروه ادغام کند. کریس الکاید در نقش یک قانون‌شکن و جادسون پرت در نقش سرهنگ کوپر در همان قسمت حضور دارند. دیگر ستاره‌های مهمان داریل هیکمن و بینگ راسل بودند.
بیشتر قسمت‌ها در مورد توسان یا تامبستون در آریزونا تنظیم شده‌اند.